# Mary C. Daly
Mary Colleen Daly  es una economista estadounidense que se convirtió en la decimotercera presidenta y directora ejecutiva del Banco de la Reserva Federal de San Francisco el 1 de octubre de 2018. Forma parte del Comité Federal de Mercado Abierto de la Reserva Federal, encargada de fijar las tasas de interés, de manera rotatoria. Anteriormente, Daly fue vicepresidenta ejecutiva y directora de investigación del Banco de la Reserva Federal de San Francisco, al que se incorporó como economista en 1996.
Su investigación se centra en los campos de la macroeconomía y la economía laboral, y se centra en la dinámica de la fuerza laboral y en los impactos de la política monetaria y fiscal. Ha publicado trabajos influyentes sobre salarios, empleo y dinámica de la fuerza laboral, desigualdad económica, economía de la seguridad social y la discapacidad, y políticas públicas basadas en evidencia.
Daly es la primera mujer abiertamente homosexual que dirige un banco regional de la Reserva Federal, junto con el presidente del Banco de la Reserva Federal de Atlanta, Raphael Bostic, quien también es abiertamente gay. Es la segunda mujer que dirige la Reserva Federal de San Francisco.
Daly está casada y reside en el área de la Bahía de San Francisco.

## Publicaciones destacadas
- Daly, Mary C., Greg J. Duncan, George A. Kaplan, John W. Lynch (1998). "Macro-to-Micro Linkages in the Relation between Income Inequality and Mortality", The Millbank Quarterly, 76(3), 315–339, doi:10.1111/1468-0009.00094.
- Daly, Mary C., Bart Hobijn, Ayşegül Şahin, Robert G Valletta (2012). "A Search and Matching Approach to Labor Markets: Did the Natural Rate of Unemployment Rise?", Journal of Economic Perspectives, 26(3), 3-26, doi:10.1257/jep.26.3.3.
- Daly, Mary C., Bart Hobijn (2017). "Composition and Aggregate Real Wage Growth", American Economic Review (Papers and Proceedings), 105(7), 349–352, doi:10.1257/aer.p20171075.

## Libros
- Lifecycle Events and Their Consequences: Job Loss, Family Change, and Declines in Health, Stanford University Press, 2013 (co-edited with Kenneth A. Couch and Julie Zissimopoulus), ISBN 9780804785853.
- The Declining Work and Welfare of People with Disabilities: What Went Wrong and a Strategy for Change, American Enterprise Institute Press, Washington D. C., 2011 (with Richard Burkhauser), ISBN 978-0-8447-7215-8.
- Income Mobility and the Middle Class, American Enterprise Institute Press, Washington D. C., 1996 (with Richard Burkhauser, Amy D. Crews, and Stephen Jenkins), ISBN